# Antonina Zetowa
Antonina Zetowa (bg. Антонина Зетова, ur. 17 września 1973 w Plewenie) – bułgarska siatkarka, grająca na pozycji atakującej.
Jej syn Daniel i córka Elica, również grają w siatkówkę.

## Jako siatkarka[6]

### Sukcesy klubowe
Puchar Europy Zdobywczyń Pucharów:
- 1991

Liga bułgarska:
- 1991, 1992, 1993, 1995
- 1994

Puchar Bułgarii:
- 1993, 1995

Puchar Turcji:
- 1997, 1998, 2003

Liga turecka:
- 1997, 1998, 2003

Puchar Europy Mistrzyń Krajowych:
- 1998

Liga włoska:
- 2000, 2007
- 2001

Puchar CEV:
- 2002, 2007
- 2001

Puchar Włoch:
- 2002, 2007

Puchar Top Teams:
- 2005

Liga Mistrzyń:
- 2006[7]

Liga hiszpańska:
- 2009

### Sukcesy reprezentacyjne
Mistrzostwa Europy Juniorek:
- 1986

Mistrzostwa Europy:
- 2001

Liga Europejska:
- 2010

### Nagrody indywidualne
- 1992: Najlepsza serwująca Mistrzostw Europy Juniorek
- 2001: MVP i najlepsza punktująca Mistrzostw Europy
- 2005: Najlepsza siatkarka w Bułgarii

## Jako trener

### Sukcesy reprezentacyjne
Mistrzostwa Świata do lat 23:
- 2017[8]

Mistrzostwa Europy Kadetek:
- 2024[9]